# Rottier
Rottier – miejscowość i gmina we Francji, w regionie Owernia-Rodan-Alpy, w departamencie Drôme.
Według danych na rok 1990 gminę zamieszkiwały 34 osoby, a gęstość zaludnienia wynosiła 4 osób/km² (wśród 2880 gmin regionu Rodan-Alpy Rottier plasuje się na 1582. miejscu pod względem liczby ludności, natomiast pod względem powierzchni na miejscu 1242.).